# Takis Würger
Takis Würger   (Hohenhameln, 10 de juny de 1985) és un periodista i escriptor alemany resident a Berlín.

## Biografia
Fill d'un redactor del diari Neue Presse, Takis Würger va créixer a Wennigsen am Deister. Després del batxillerat va fer un voluntariat en un projecte de desenvolupament al Perú.
Format a l'escola de periodisme Henri Nannen d'Hamburg, ha treballat per al diari Abendzeitung de Múnic i actualment és redactor de Der Spiegel. Ha exercit com a corresponsal de guerra per a aquest setmanari a Líbia, Ucraïna, l'Afganistan i d'altres països de l'Orient Mitjà. La seva labor periodística li ha valgut diversos premis, com el Deutscher Reporterpreis, el Premi Hansel Mieth juntament amb el fotògraf Armin Smailovic o el CNN Journalist Award, que es concedia a periodistes alemanys, austríacs i suïssos.
L'any 2017 va debutar amb la novel·la Der Club (‘El club'), que va esdevenir un èxit de vendes i li va merèixer el Premi Silberschwein. Dos anys més tard va publicar la seva segona novel·la, Stella. En aquesta obra, dedicada al seu besavi assassinat durant l'Aktion T4, tracta la història de Stella Goldschlag, una denunciant jueva que treballava per a la Gestapo delatant jueus que vivien clandestinament a Berlín durant la Segona Guerra Mundial. Aquesta obra també va ser un gran èxit, però va dividir la crítica literària i va suscitar una viva polèmica.